# Елагинские Дворы
Елагинские Дворы — деревня в Урицком районе Орловской области России.
Входит в состав Бунинского сельского поселения.

## География
Ближайшие населённые пункты — Заветово и Бунино.
Имеется одна улица — Маршала Жукова.

## Население
| 2010 |
| ---- |
| 14   |